# Dionigi di Milano
Dionigi, conosciuto anche come Dionisio (... – Cappadocia, prima del 362), fu vescovo di Milano verso la metà del IV secolo.

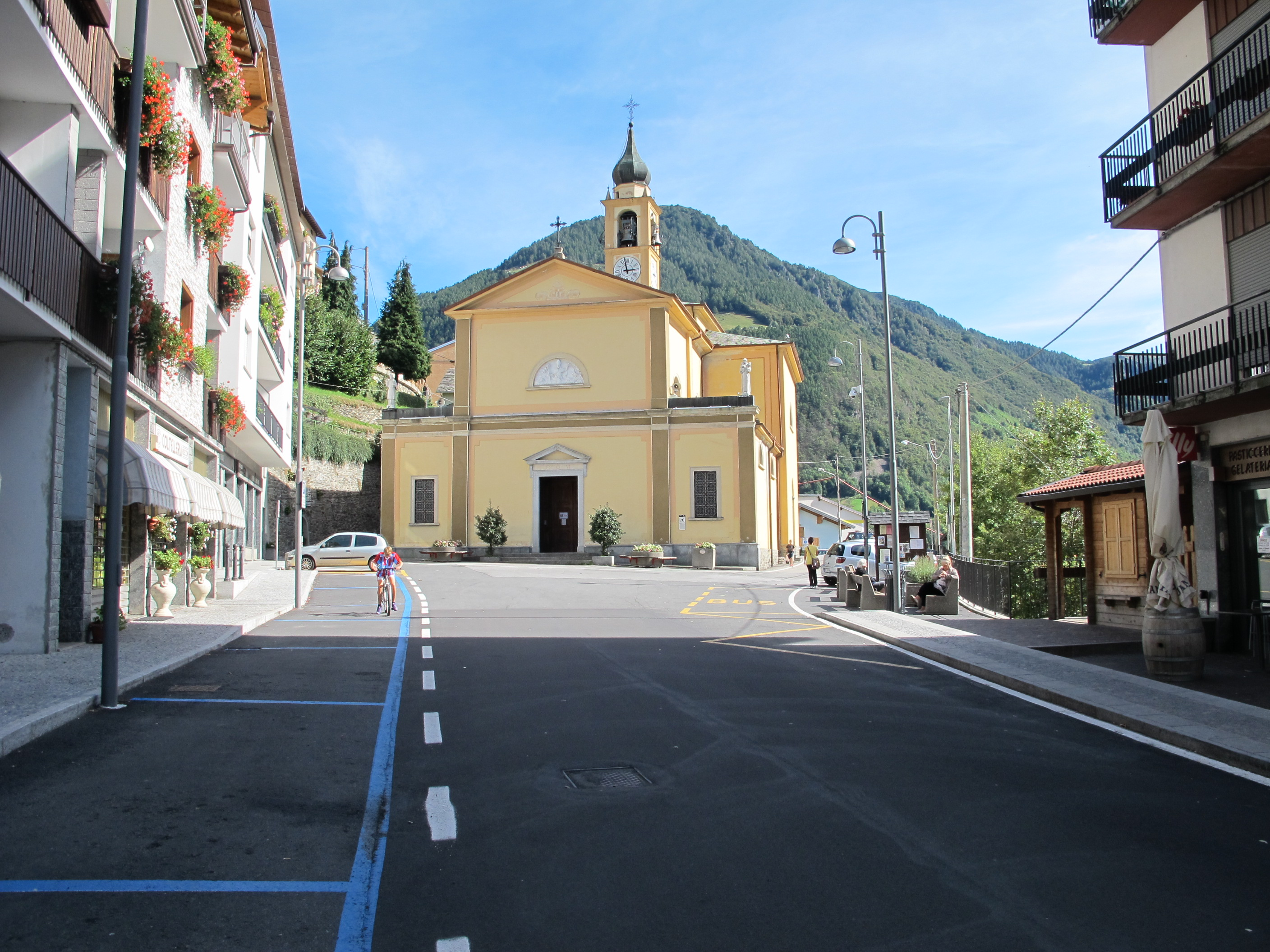
La chiesa di San Dionigi di Premana.

È venerato come santo dalla chiesa cattolica, da quella ortodossa e da quella copta.

## Biografia
Il vescovo Dionigi è storicamente documentato in occasione del concilio milanese del 355 convocato dall'imperatore Costanzo II, su richiesta di papa Liberio, nella basilica nova, di recente costruzione, per giudicare il caso di Atanasio di Alessandria e la sua dottrina trinitarista.
Secondo Lucifero di Cagliari, Dionigi, che all'epoca aveva legami d'amicizia con l'imperatore, residente a Milano dal 352, approvò inizialmente la condanna di Atanasio e fece presumibilmente parte del gruppo di vescovi che indirizzò a Eusebio di Vercelli una lettera sinodale chiedendogli di raggiungere la capitale per aderire ai decreti emanati dall'assemblea conciliare contro il sacrilegus Athanasius.
Tuttavia, all'arrivo di Eusebio, Dionigi passò dalla parte dei sostenitori di Atanasio e dei legati pontifici, rifiutandosi di sottoscrivere la condanna definitiva del vescovo alessandrino, se prima i presenti non avessero sottoscritto la professione di fede di Nicea. Secondo quanto racconta Ilario di Poitiers, quando Dionigi si accinse a firmare il testo della professione di fede nicena, Valente di Mursa gli strappò dalle mani la formula dichiarando inaccettabile tutta la procedura. La maggior parte dei vescovi presenti si sottomise alla condanna dell'alessandrino, mentre Dionigi, Eusebio e Lucifero, che si rifiutarono di aderirvi, furono deposti e condannati all'esilio.
Dionigi fu destinato in Cappadocia e la sede episcopale milanese fu occupata dal vescovo ariano Aussenzio. Mentre era sulla via dell'esilio, Dionigi fu destinatario, assieme agli altri due vescovi, di una lettera di papa Liberio, scritta prima che questi venisse a sua volta esiliato nell'estate del 356; il papa deplora la condanna all'esilio dei tre vescovi, loda il loro esempio e chiede loro di riferire esattamente come si è svolto il concilio milanese. Alcune lettere di Ambrogio da Milano riferiscono che Dionigi condusse una vita ascetica.
Morì in esilio, probabilmente prima del 4 febbraio 362, quando l'imperatore Giuliano diede il permesso di rientrare in patria a tutti coloro che erano stati esiliati dal suo predecessore. Secondo Basilio di Cesarea, Dionigi venne sepolto in una tomba singola, con un'iscrizione composta da alcuni cristiani locali che lo veneravano come martire.
A Dionigi viene inoltre attribuita la suddivisione in pievi dell'Arcidiocesi di Milano.

## Testimonianze successive
Ambrogio, diventato vescovo milanese il 7 dicembre 374, scrisse una lettera a Basilio di Cesarea, oggi perduta, per reclamare il corpo del vescovo milanese. Malgrado l'opposizione dei cristiani locali, il corpo di Dionigi fu trasferito a Milano grazie alla mediazione di alcuni preti milanesi inviati da Ambrogio, malgrado i rigori invernali; Basilio si fece garante dell'autenticità dei resti inviati in Italia. Queste informazioni sono contenute nella Epistola 197 di Basilio, la quale tuttavia è ritenuta manipolata tardivamente, e dunque non autentica, proprio nella parte che racconta questi avvenimenti.
Ambrogio parla di Dionigi in particolare in due lettere. In una lettera del 386 si riferisce a Dionigi come ad un suo illustre predecessore, alla stregua di Mirocle e di Eustorgio, del quale si considera l'erede spirituale. In un'altra lettera, risalente forse al 390/392 o al 396, associa Dionigi a Eusebio di Vercelli, entrambi considerati un esempio di fede. In queste lettere non v'è alcun'allusione alla presenza delle reliquie di Dionigi a Milano.
Nel 475 morì a Milano, probabilmente in esilio, un vescovo della costa dalmata, Aurelio di Riditio, a cui fu dedicato un epitaffio, secondo il quale «Aurelio fu deposto lo stesso giorno del santo pontefice confessore Dioniso». L'epitaffio non riporta alcun'indicazione cronologica, ma lascia intendere che a quell'epoca le reliquie di Dionigi erano a Milano e che Aurelio fu sepolto nello stesso luogo dove si trovavano i resti del vescovo milanese. A partire da questo testo sorse poi una leggenda, attestata dalla Vita S. Aurelii posteriore alla prima metà del IX secolo, che legò i due personaggi, Dionigi e Aurelio, rendendoli contemporanei.
A Dionigi è poi dedicato uno degli inni scritti da Ennodio di Pavia († 521), nel quale il vescovo milanese è indicato come confessore e lodato per aver resistito all'imperatore.
Il martirologio geronimiano (V secolo) ricorda san Dionigi come "vescovo e confessore" il 25 maggio, che è la data tradizionale della sua commemorazione, in riferimento probabilmente al giorno della sua inumazione a Milano.
Secondo un antico Catalogus archiepiscoporum Mediolanensium (XI/XII secolo), l'episcopato di Dionigi si colloca tra quelli di sant'Eustorgio, vescovo dopo il 343/344, e di sant'Ambrogio. Il medesimo catalogus gli assegna 14 anni di governo, che tuttavia sono un periodo troppo lungo, e lo dice sepolto il 25 maggio; una versione successiva del catalogus, risalente al XIII secolo, aggiunge che venne sepolto in ecclesia sua, ossia nella basilica di San Dionigi, demolita nel 1793.

## Culto
Secondo alcuni autori, il culto verso San Dionigi è antichissimo e risalirebbe al V secolo, assieme a quello nei confronti dei santi vescovi Eustorgio, Ambrogio e Simpliciano.
La Chiesa cattolica lo ricorda nel martirologio romano alla data del 25 maggio con queste parole: «A Milano, commemorazione di san Dionigi, vescovo, che per la sua retta fede fu relegato dall'imperatore ariano Costanzo in Armenia, dove concluse la sua vita insignito del giusto titolo di martire.»
In Lombardia tre parrocchie sono intitolate al santo e si trovano a Milano, a Premana (LC) e a Carcano di Albavilla (CO).
Nei ruderi del castello di Cuasso al Monte vi sono pure quelli di una chiesa a lui dedicata.